# (5051) Ralph
(5051) Ralph es un asteroide perteneciente al cinturón de asteroides, descubierto el 24 de septiembre de 1984 por Poul Jensen desde el Observatorio Brorfelde, Holbæk, Dinamarca.

## Designación y nombre
Designado provisionalmente como 1984 SM. Fue nombrado Ralph en honor al jefe del laboratorio de electrónica del Observatorio Brorfelde Ralph Florentin Nielsen.

## Características orbitales
Ralph está situado a una distancia media del Sol de 2,293 ua, pudiendo alejarse hasta 2,622 ua y acercarse hasta 1,963 ua. Su excentricidad es 0,143 y la inclinación orbital 5,870 grados. Emplea 1268,56 días en completar una órbita alrededor del Sol.

## Características físicas
La magnitud absoluta de Ralph es 13,4. Tiene 4,591 km de diámetro y su albedo se estima en 0,401. Está asignado al tipo espectral Sr según la clasificación SMASSII.